# Пирсагатские каменистые гряды
Пирсагатские каменистые гряды (азерб. Pirsaat daş adaları) — гряды подводных и надводных камней и каменистых островов. Расположены в западной части Каспийского моря, у побережья Азербайджана.
Гряды расположены к юго-востоку от мыса Пирсагат, и имеют общую протяжённость около 4 миль. Северо-восточная гряда является подводной, а юго-западная — надводной. Гряды расположены в виде полукруга, выпуклого к юго-западу. Камни и острова имеют вытянутую форму. Всего здесь имеется 18 каменистых острова, помимо которых есть также отдельные небольшие камни, едва поднимающиеся над поверхностью воды. Крупнейшие из островов — Бабурий и Пеликаний. 
К западу от гряд море неглубокое. Между грядами и берегом расположена Пирсагатская бухта. 